# Madonna Altman
La Madonna Altman o Sagrada Familia con María Magdalena es una pintura al óleo y oro sobre lienzo, midiendo 57,2 cm por 45,7 cm y fechada en 1495-1505. Pintada por Andrea Mantegna, se encuentra en el Museo Metropolitano de Arte de Nueva York.
Su uso del lienzo y sus semejanzas estilísticas con trabajos como la Madonna Trivulzio la datan en el periodo final del pintor. El seto con fruta del fondo recuerda tanto a la Madonna Trivulzio como a la Madonna de la Victoria. Puede haber sido el trabajo visto en el Ospedale degli Incurabili en Venecia por Marco Boschini y descrito como similar a la Sagrada Familia con una santa (Museo de Castelvecchio, Verona).
Fue vendido en 1902 por Agosto d'Aiuti, un conde napolitano, a un anticuario inglés en Londres. Tras pasar por varios propietarios,  fue adquirido en 1912 por el coleccionista estadounidense Benjamin Altman, que lo legó al Museo Metropolitano en 1913